# Stefan Schwerdtfeger

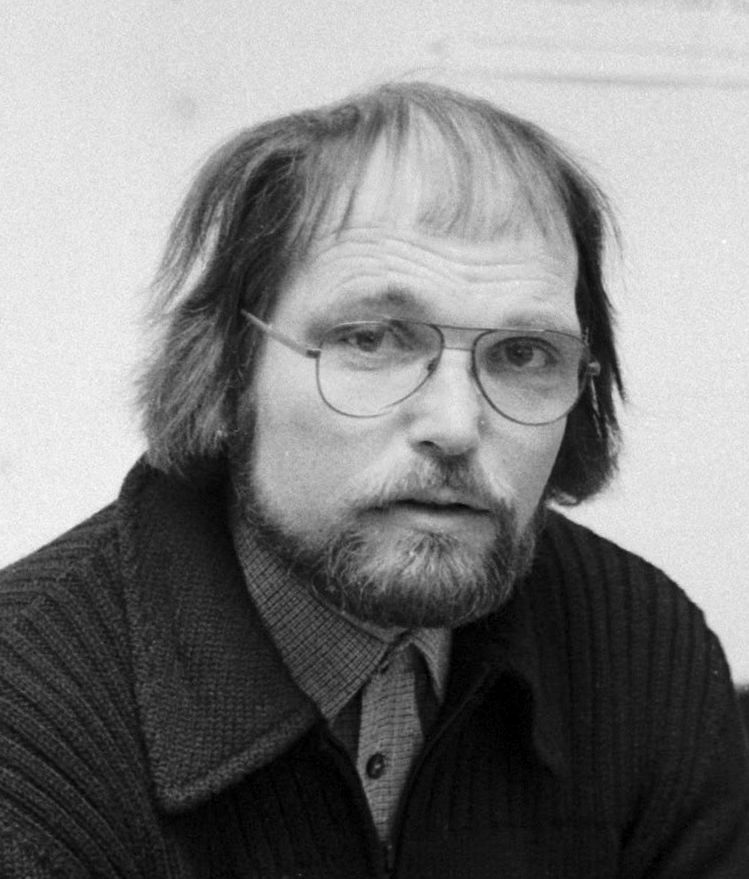
Stefan Schwerdtfeger, 1972

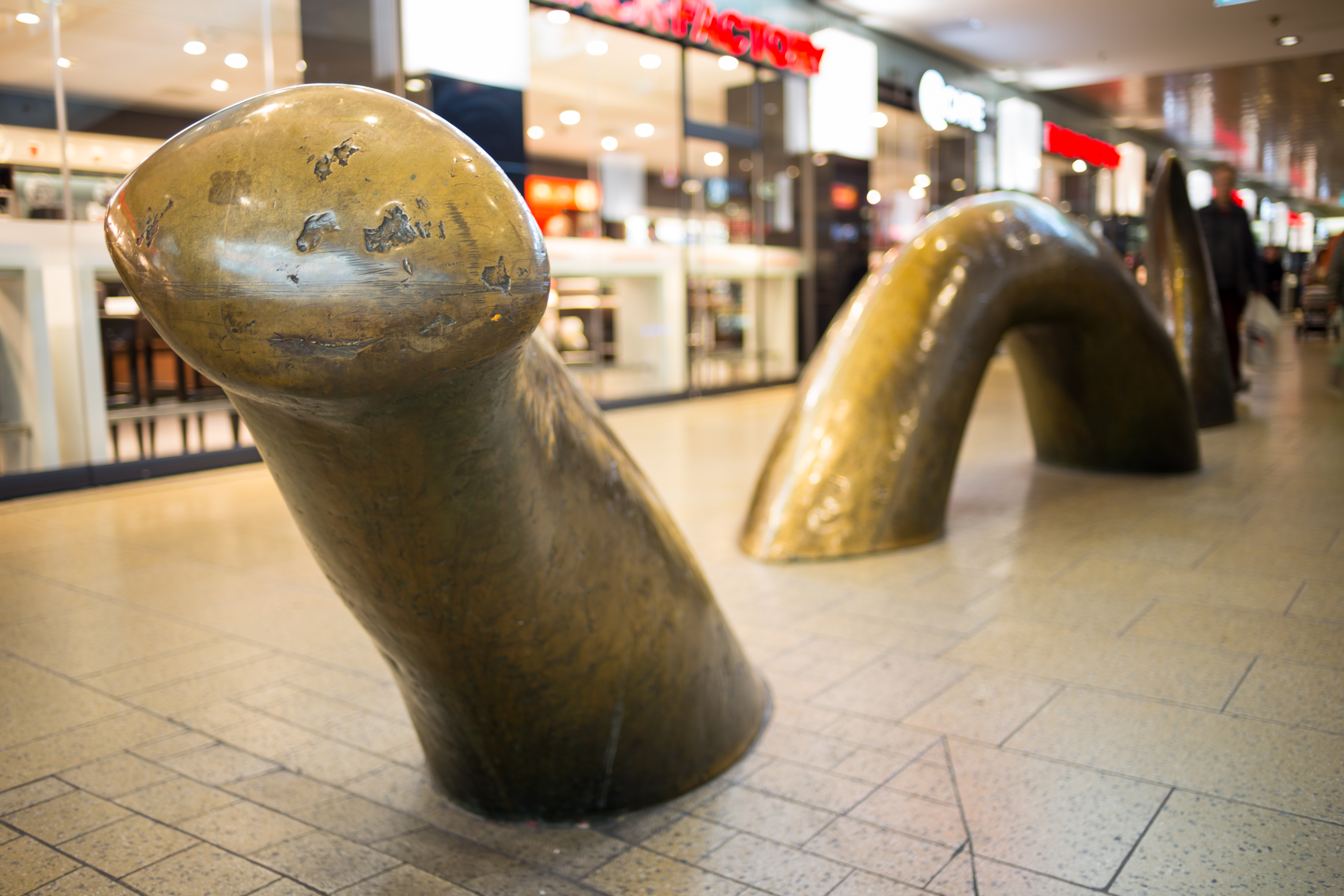
"Nessi" in der Passage unter Hannover Hauptbahnhof (1977, zusammen mit Diether Heisig)

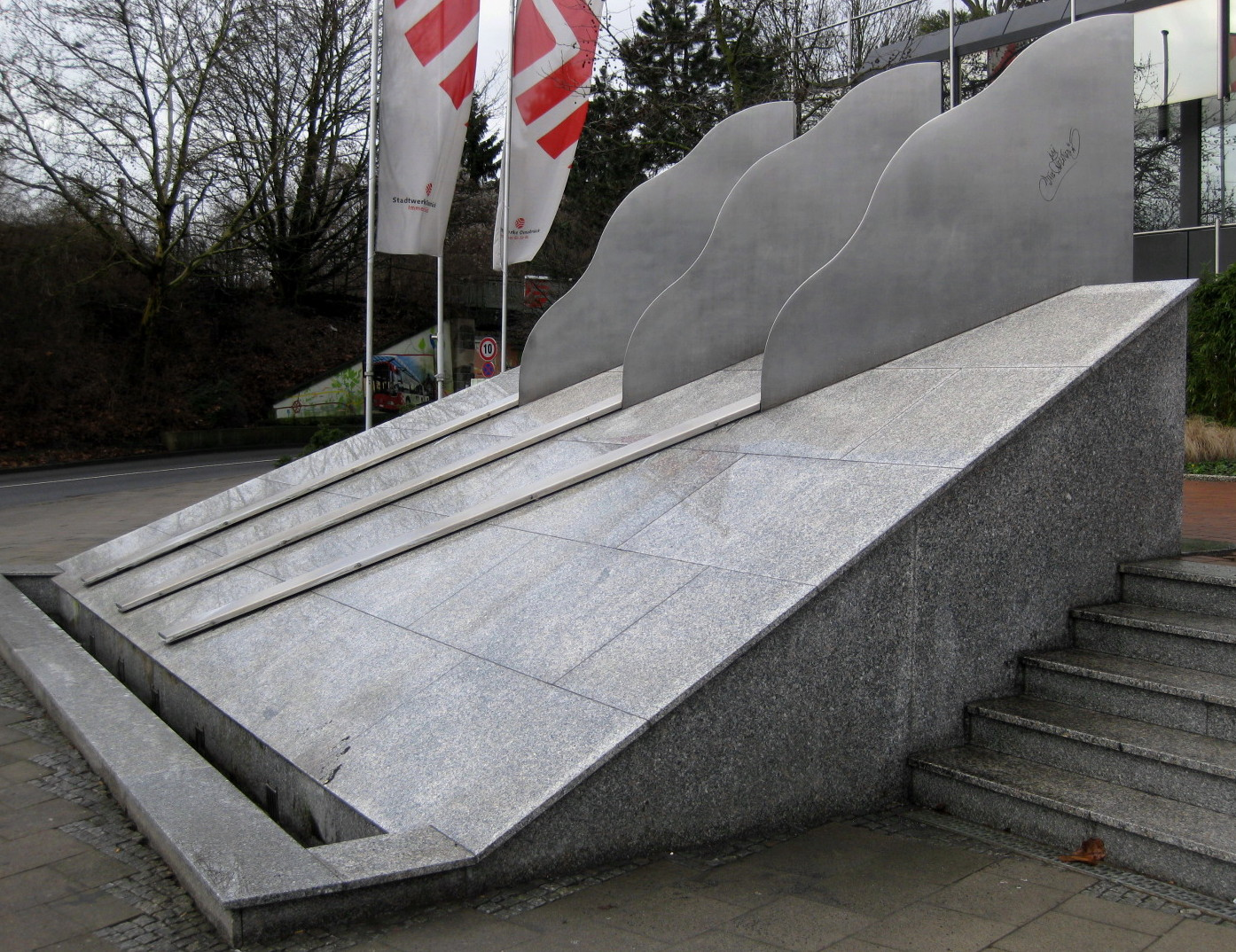
Wolkenbrunnen vor der Hauptverwaltung der Stadtwerke Osnabrück (1978)

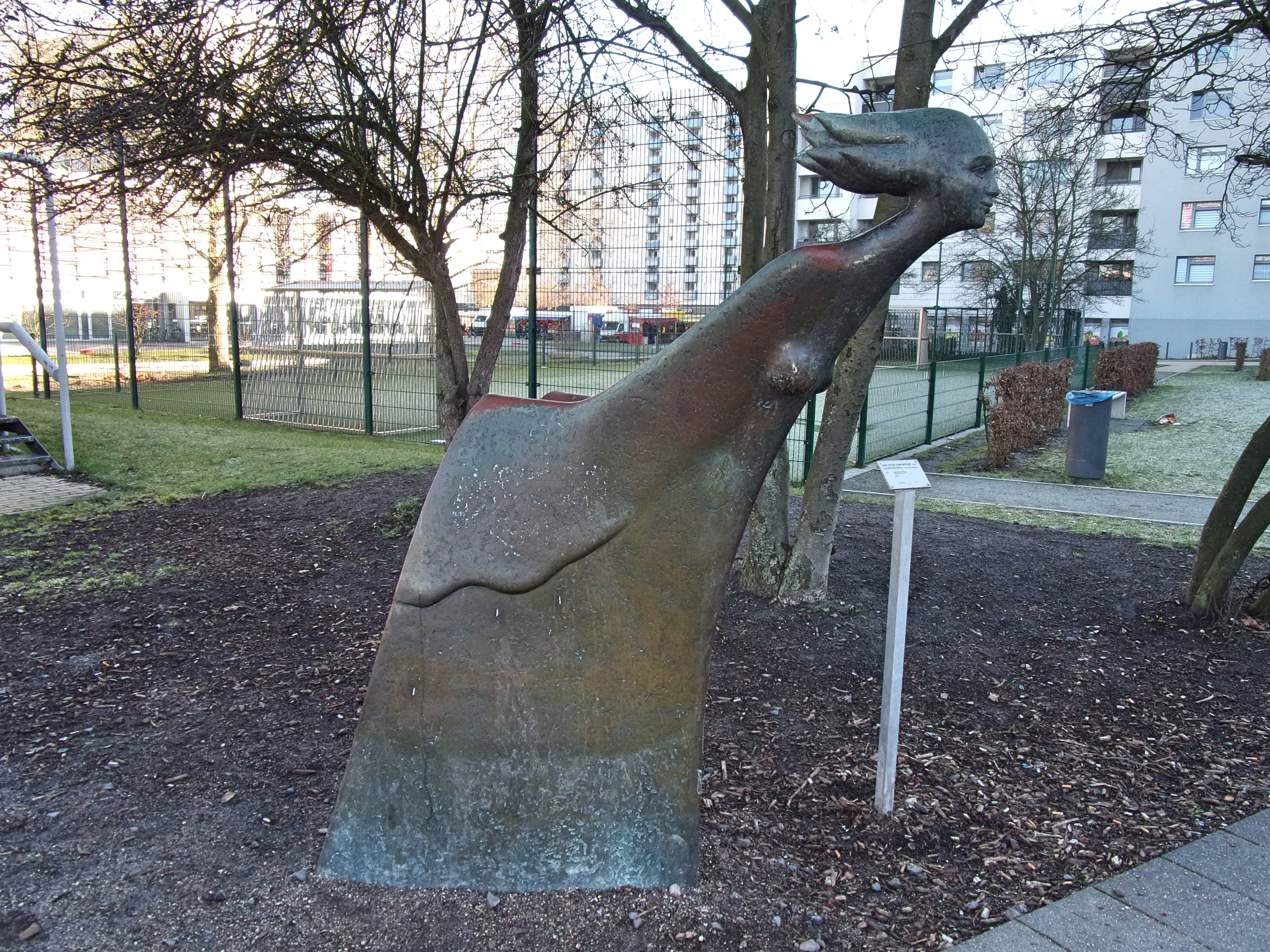
Frauenkörper im Wind (Galionsfigur), Hamburg (1985, zusammen mit Diether Heisig)

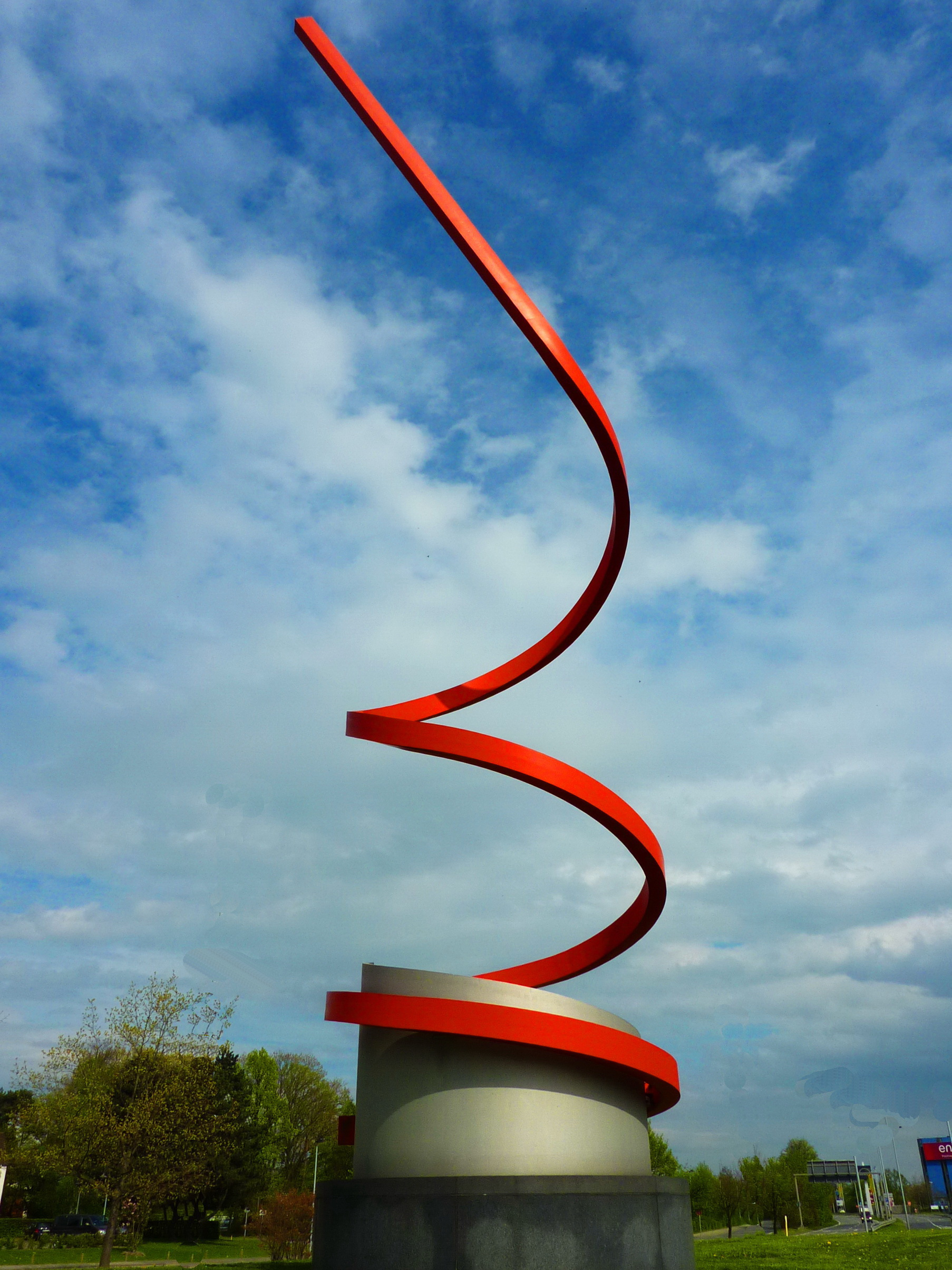
Up an Away, Metallskulptur am Flughafen Hannover-Langenhagen (1988)

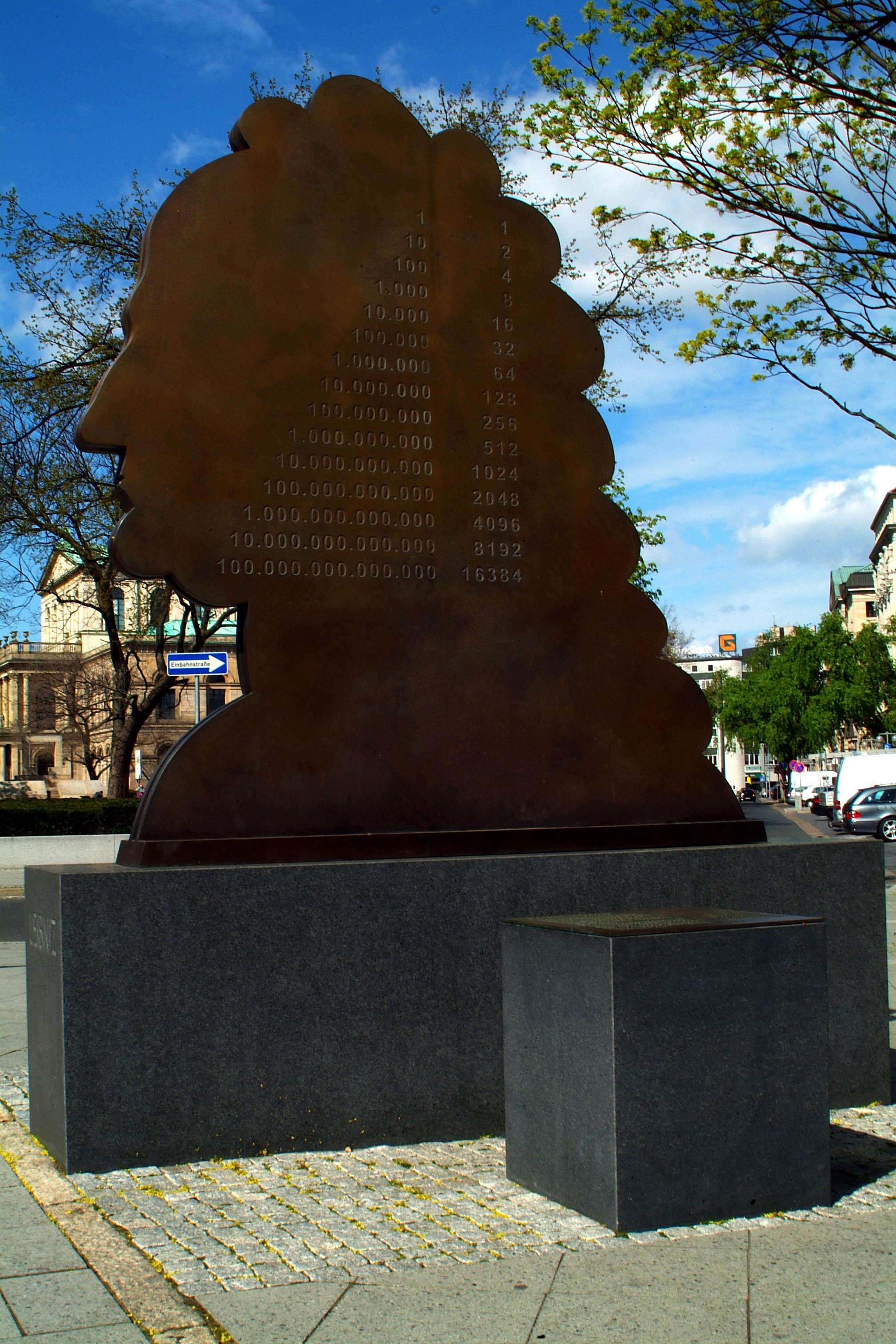
Leibniz-Denkmal in der Georgstraße Hannover (2008)

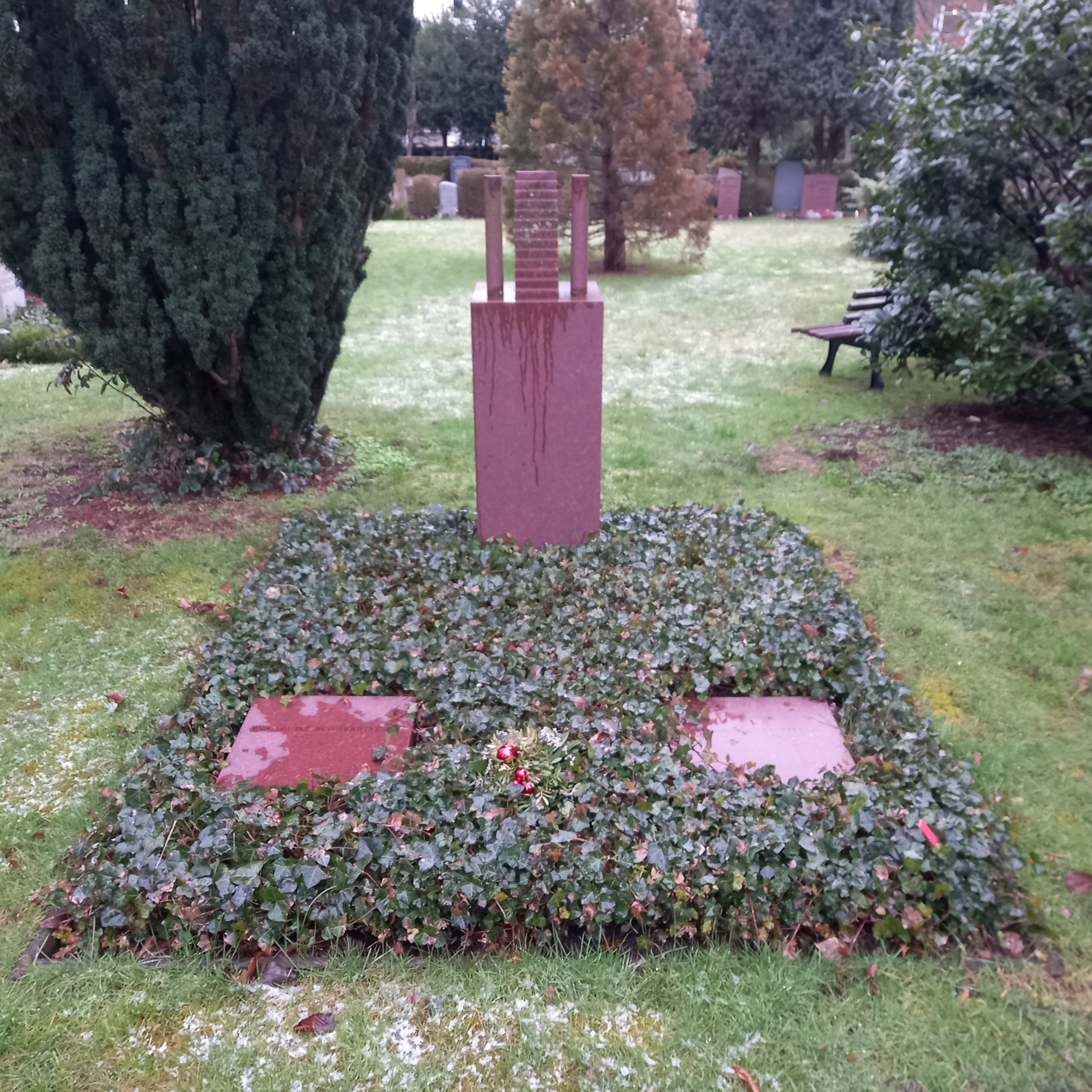
Das Grab von Stefan Schwerdtfeger und seiner Ehefrau Eva-Louise auf dem Herrenhäuser Friedhof in Hannover

Stefan Schwerdtfeger (* 1928 in Stettin; † 19. November 2018) war ein deutscher Architekt, Bildhauer, Maler und Hochschullehrer.

## Leben
Schwerdtfeger war Sohn des Bildhauers Kurt Schwerdtfeger (1897–1966). Seine Schulzeit verlebte er in Stettin von 1934 bis 1943. 1944 wurde er als Flakhelfer wehrdienstverpflichtet. Nachdem er 1945 aus englischer Kriegsgefangenschaft nach Norden (Ostfriesland) entlassen worden war, macht er dort eine Tischlerlehre, bevor er 1948 das Abitur am Gymnasium in Alfeld/Leine nachholte. Anschließend studierte er Architektur an der Technischen Hochschule Hannover mit Studienschwerpunkt Malerei und Grafik bei Kurt Sohns. Nach seinem Diplom und einer anschließenden Assistentenzeit am Lehrstuhl für Raumkunst an der TH Hannover übernahm er 1958 die Stelle eines Entwurfsarchitekten beim Hochbauamt der Landeshauptstadt Hannover. Seit 1959 hielt er sich zudem regelmäßig in Skagen (Dänemark) auf.
1963 wechselte er an die Werkkunstschule Hannover als Dozent für Innenarchitektur und gründete gleichzeitig ein eigenes Architekturbüro. Daneben war er als Bildender Künstler tätig und stellte regelmäßig im In- und Ausland aus. Seine Arbeiten befinden sich in Sammlungen und Museen. Auftragsarbeiten für Kunst im öffentlichen Raum ergänzten die freie künstlerische Tätigkeit. 1971 erfolgte die Berufung als ordentlicher Professor auf den Lehrstuhl für Modellieren und Experimentelles Gestalten an der Technischen Universität Hannover im Fachbereich Architektur.
Arbeitsaufenthalte in Dänemark, Holland, Jugoslawien und Venedig dienten der künstlerischen Auseinandersetzung mit den speziellen Eigenarten und Merkmalen von Orten. Von 1981 bis 2009 unterhielt er ein ständiges Atelier in Skagen. Nach seiner Emeritierung 1993 widmete er sich verstärkt und ausschließlich seiner Tätigkeit als Maler und Bildhauer und arbeitet seitdem in seinem Atelier in Walshausen bei Hildesheim.
In Hannover hat er im öffentlichen Raum unter anderem verschiedene U-Bahn-Stationen, die Fassade des Kaufhofes am Ernst-August-Platz, das Mahnmal für die Synagoge in der Roten Reihe, an der Zufahrt zum Flughafen Hannover-Langenhagen die rote Stahlspirale „up and away“ und das Leibniz-Denkmal am Operndreieck, Georgstraße gestaltet. In der Kunsthalle Schweinfurt befindet sich seine Installation aus Stahlplatten „Book of lost letters“ (Im Anfang war das Wort).
Stefan Schwerdtfeger wurde mit seinem Werk in die "Künstlerdatenbank und Nachlassarchiv Niedersachsen" aufgenommen.

## Ausstellungen

### Einzelausstellungen
- 1963: Studio A Otterndorf / Galerie Brusberg, Hannover
- 1972: Galerie Die Insel, Hamburg
- 1974: Galerie Brusberg, Hannover
- 1981: Galerie Guld, Skagen
- 1982: Galerie Eyendorf, Bremen / Galerie im Hofmeierhaus, Bremen
- 1987: Galerie Artforum, Hannover
- 1988: Kunstmuseum Frederikshavn
- 1989: Sommerausstellung, Rathaus Skagen
- 1991: Galerie Artforum, Hannover
- 1995: Siemensforum, Hannover
- 1996: Galerie Artforum, Hannover
- 1997: Kunstverein Kunstkreis Hameln
- 1998: Retrospektive, Schloss Landestrost, Neustadt/Rbg.
- 1999: Wettermeldungen, Das Glashaus, Derneburg
- 2000: Galerie Gammel Posthus, Skagen / Galerie Borkowski, Hannover
- 2001: Im Anfang war das Wort, Marktkirche Hannover / Bergkirche Bad Bergzabern
- 2003: Horizonte, Galerie Borkowski, Hannover / Marienkirche Osnabrück, Performance Horizonte, Marktkirche Hannover
- 2004: Horizonte, Galerie KWS-Saat AG, Einbeck
- 2006: Schnittstellen, Galerie Borkowski, Hannover
- 2007: Schnittstellen, Künstlerhaus mit Galerie, Göttingen
- 2008: quergeschnitten seit 80, Fakultät für Architektur und Landschaft, Leibniz Universität Hannover
- 2012: Schnittstellen, Galerie nebenan, Winsen/Aller
- 2013: Retrospektive, Kunstgebäude Schlosshof Bodenburg, Kunstverein Bad Salzdetfurth

### Ausstellungsbeteiligungen
- 1952: Erstmalige Beteiligung an der Herbstausstellung des Kunstvereins Hannover
- 1960: Kunstpreis der Jugend, Kunsthalle Baden-Baden
- 1961: Kunstpreis der Jugend, Stadt Wolfsburg
- 1964: Deutscher Künstlerbund, Berlin
- 1966: Deutscher Künstlerbund, Essen
- 1968: Deutscher Künstlerbund, Hannover
- 1969: Objekte und Bildreliefs, Staatsgalerie Stuttgart
- 1985: Das Dorf-gestern-heute-morgen (Kunstpreis), Kunstverein Neustadt
- 1986: Schwitters Gedächtnisausstellung, Städtische Galerie KUBUS, Hannover
- 1989: Fahnenobjekte, Galerie Kö 24, Hannover
- 1992: Bienall de Ibiza, Museum Ibiza
- 2000: Schrift und Bild in Bewegung, Gasteig München
- 2001: Wie ein Fisch im Wasser, Kunstverein Bad Salzdetfurth
- 2005: Wedemark gut bedacht, Kunstverein Mellendorf
- 2011: SMS, Schittek–Madlowski–Schwerdtfeger (Schittek zum 65sten), Fakultät für Architektur und Landschaft, Leibniz Universität Hannover
- 2013: Dimensionen des Raumes, Architektenkammer Niedersachsen

### Ausgeführte Projekte für Kunst im öffentlichen Raum
- 1974: Kröpcke-Center Hannover, Wandgestaltungen im Bereich des 1. OG

U-Bahn-Station Hanover Kröpcke, Wandgestaltung
Kaufhof Hannover, Fassadengestaltung
- 1978: Medizinische Hochschule Hannover, Wandgestaltungen
- 1981. Universität Hannover, Mensa, Stahlobjekt "Brückenkopf", Brückenbastion
- 1985: Stadtwerke Osnabrück, Brunnenprojekt
- 1989: Deutsche Genossenschaftsbank Hannover, Wandbilder im Sitzungsraum
- 1990: Hauptverwaltung Techniker Krankenkasse, Hamburg, Wandgestaltung
- 1990: Gedenkstätte und Mahnmal für die Synagoge in Hannover
- 1992: Industrie- und Handelskammer Hannover, Rauminstallation
- 1993: Arbeitsamt Bremerhaven, Lichtinstallation
- 1994: Finanzamt Winsen (Luhe), Lichtkuppelobjekt "Stücke vom Himmel"
- 1995: Hannover Rückversicherung AG, Rauminstallation im Casino
- 1997: Flughafen Hannover, Stahlskulptur "up and away"
- 1998: Flughafen Hannover, Brunnenanlage
- 1999: Firma TRUMPF, Ditzingen, Wandgestaltung in der Laserfabrik
- 2000: Herrenhäuser Kirche, Hannover, "Christusbrunnen"
- 2002: Herrenhäuser Kirche, Hannover, Installation "Raum der Stille"
- 2004: Antiquariat  "Sanary LA", Hannover, Deckenobjekt "Himmel über den Büchern"
- 2008: Georgstraße Hannover, Leibnizdenkmal

## Schriften
- Stefan Schwerdtfeger – Malerei. Von Stefan Schwerdtfeger, mit einem einleitenden Essay von Michael Stoeber. zu Klampen, Springe 2013, ISBN 978-3-86674-189-8.
- Stefan Schwerdtfeger – Skulptur. Von Stefan Schwerdtfeger, mit einer Einleitung von Michael Stoeber. zu Klampen, Springe 2014, ISBN 978-3-86674-402-8

## Auszeichnungen
- 2015 Verdienstkreuz am Bande des Niedersächsischen Verdienstordens[4]